# История Варанаси

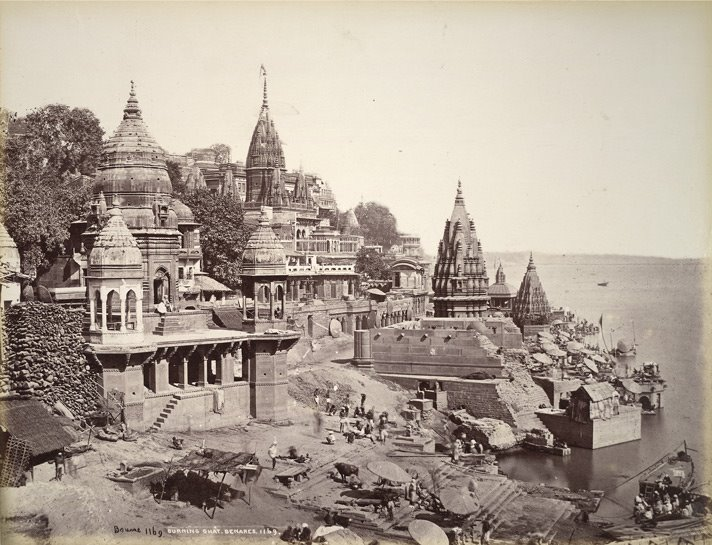
Маникарника-гхат в Варанаси, 1860 год

История Варанаси охватывает период в несколько тысячелетий. Точная дата основания Варанаси неизвестна, но он считается одним из древнейших непрерывно существующих городов мира. В древности Варанаси был известен как Каши («Светоч» или «Город божественного света»), в период британского правления — как Бенарес (среди других эпитетов — «вечный город», «город тысячи храмов», «воссиявший», «великое место кремации», «никогда не оставляемый Шивой», «место жительства Рудры» и «счастливый лес»). Среди семи священных тиртх Индии Варанаси традиционно считался самым важным и почитаемым.
Издревле город был крупным центром паломничества (ятра) к священным водам Ганга, а также центром индуистской культуры, науки и образования. Он считался земной обителью Шивы, куда бог вместе со своей супругой Парвати переселился с горы Кайлас (именно поэтому Каши являлся наиболее почитаемым центром шиваизма). Умершие в Варанаси получали шанс обретения мокши, поэтому в город стекались толпы стариков и больных, ожидавших здесь смерти. Постепенно обслуживание паломников, проведение пудж, бхаджан, омовений и кремаций превратились в важнейшую особенность общественной жизни Варанаси.
Упадок Варанаси начался в период мусульманских завоеваний (с XI века), а затем продолжился в эпоху Делийского султаната (XIII—XVI века) и Могольской империи (XVI—XVII века). С усилением государства маратхов (конец XVII века) в Варанаси началось возрождение индуистской культуры, династии маратхских правителей финансировали строительство новых и восстановление старых храмов. В XVIII веке образовалось княжество Варанаси, а в последующий период Британского Раджа город сохранял статус важного религиозного и торгового центра. В 1949 году княжество Варанаси вошло в состав индийского штата Уттар-Прадеш. В независимой Индии Варанаси продолжает играть роль важнейшего религиозного центра шиваизма и шактизма (особенно почитается храм Каши Вишванатх, в котором хранится один из 12 священных джьотирлингамов).

## Древняя и классическая Индия
В 1950—1951 годах в районе Варанаси проводились археологические раскопки, в результате которых были обнаружены элементы Индской цивилизации, процветавшей в этом районе в XV веке до н. э. Согласно раскопкам, которые проводили археологи Бенаресского индуистского университета в Раджгхате, Актхе (Акатхе) и Рамнагаре, Варанси был основан на рубеже XI—X веков до н. э., хотя некоторые находки свидетельствуют о более раннем поселении предположительно XIX—XVIII веков до н. э. (также были исследованы каменоломни вокруг холмов Чунар, откуда каменные блоки доставлялись в Варанаси для строительства храмов и изготовления скульптур).

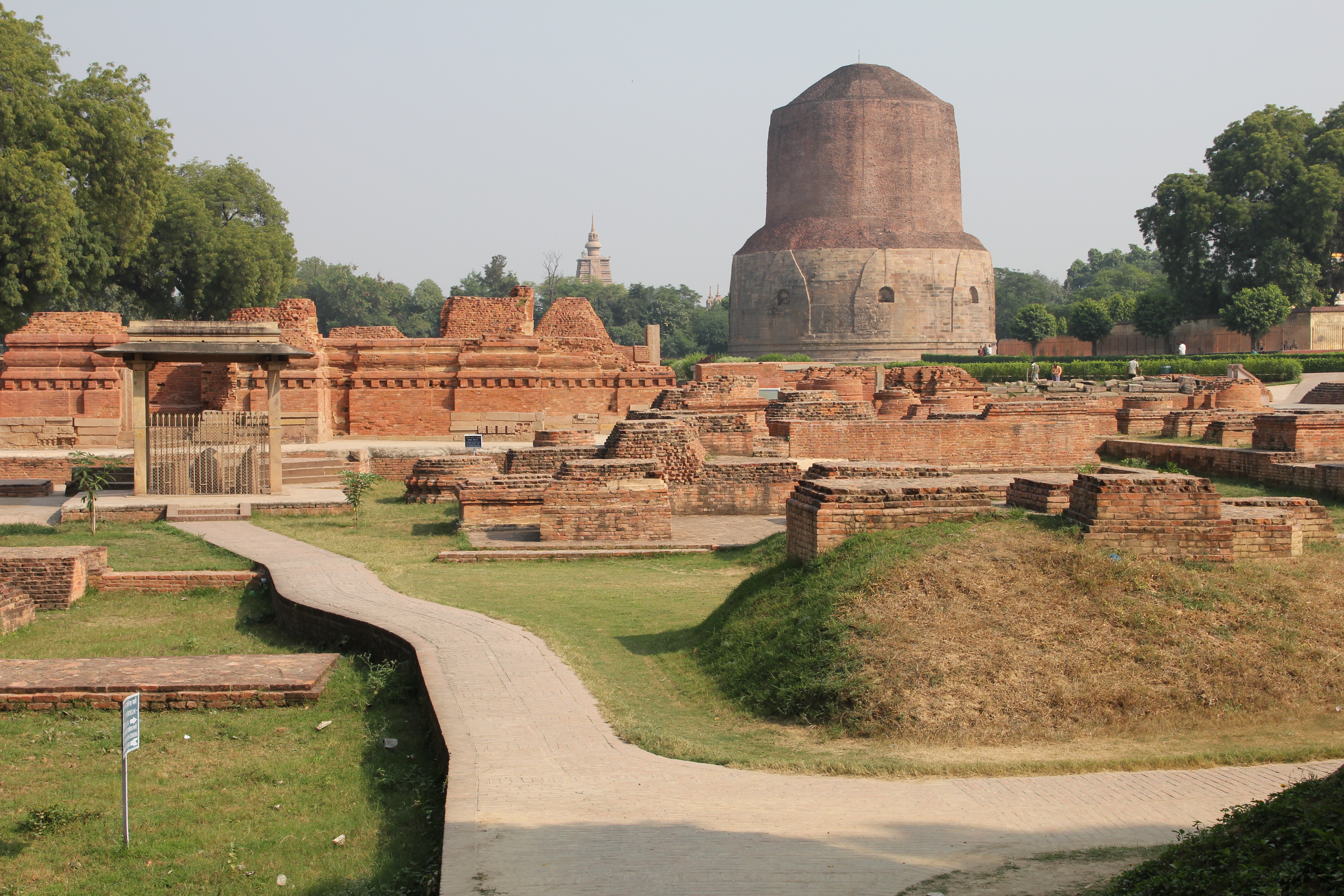
Ступа Дхамек в Сарнатхе

В ведическую эпоху (вторая половина 2-го тысячелетия — середина 1-го тысячелетия до н. э.) в Северной Индии начали формироваться ведическая религия, из которой в дальнейшем развился индуизм, и варново-кастовая система. Уже в ранних ведах, пуранах и эпосах («Ригведа», «Атхарваведа», «Махабхарата», «Рамаяна», «Сканда-пурана») Варанаси упоминался как центр Вселенной и место, откуда началось сотворение мира. По легенде, сам мудрец Вьяса был изгнан Шивой из Варанаси и поселился на другом берегу Ганга, в Рамнагаре. Одни источники утверждали, что область Варанаси сразу заселили носители ведийского санскрита, другие предполагали, что ранее здесь жили местные племена доарийского субстрата.
Скорее всего, город возник как поселение пришлых ариев и довольно быстро превратился в крупный культурный и религиозный центр долины Ганга. Этому в немалой степени способствовало выгодное географическое положение — вдоль Ганга пролегали древние торговые пути, которые связывали Варанаси через Матхуру с долиной Инда и через Раджгир и Патну с долиной Брахмапутры. Кроме того, вдоль левобережных притоков Ганга можно было попасть в Тибетское нагорье, а через Деканское плато — в Южную Индию. Также Варанаси уже в древности славился производством различных тканей, благовоний, скульптур, металлических и керамических изделий, резьбой по слоновой кости.
В IX веке до н. э. в семье правителя Каши родился двадцать третий тиртханкара Паршва (Паршванатха), позже ставший одним из наиболее популярных объектов поклонения джайнов. В VII веке до н. э. ранее независимое царство Каши было завоёвано соседней державой Кошала (Косала). Предположительно в эту эпоху в городе проживал легендарный ведийский мудрец Капила, основавший философскую школу санкхья. На рубеже VII—VI веков до н. э. торговля вдоль Ганга стимулировала рост таких портовых городов (пура) как Варанаси и Вайшали, между которыми существовали оживлённые связи. В 528 году до н. э., направляясь в Варанаси к своим учителям, Будда Шакьямуни свою первую проповедь прочёл в соседнем Сарнатхе («Оленья роща»). Также он неоднократно бывал и в самом Варанаси, где основал большую сангху из представителей богатейших семейств города. Кроме того, в Варанаси проповедовал современник Будды, основатель джайнизма Махавира.
На рубеже VI—V веков до н. э. Каши попадает под власть правителя Магадхи Бимбисары (согласно одной версии — в результате завоевания, согласно другой — в результате династического брака с дочерью правителя Кошалы). При сыне Бомбисары Аджатасатру (правил в первой половине V века до н. э.) в результате нескольких упорных войн Каши был окончательно покорён. В эту эпоху Каши наряду с Айодхьей, Праягой и Матхурой уже являлся важным центром брахманской и буддийской культуры.

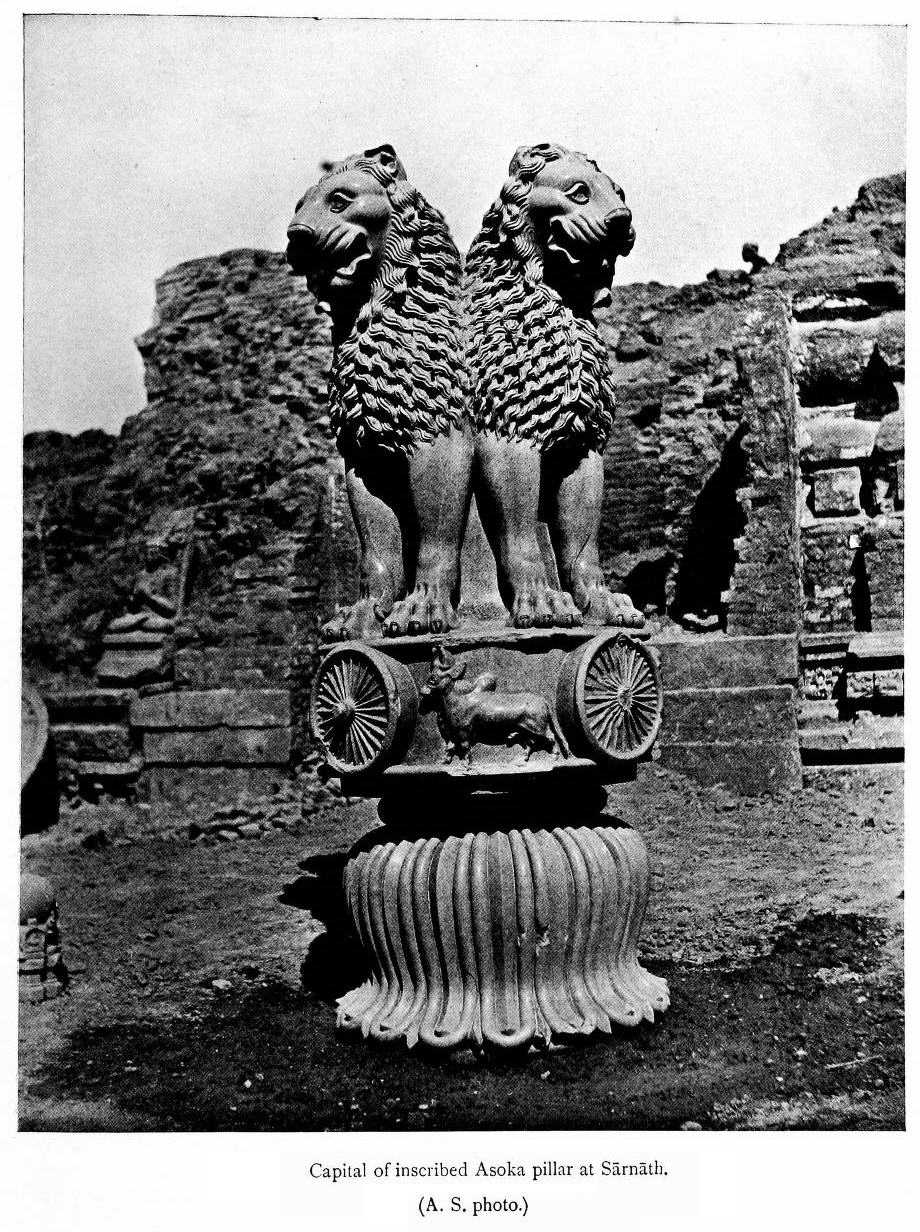
Дхармачакра Ашоки из Сарнатха

Во второй половине IV века до н. э. Варанаси входил в состав империи Нанда и вёл активную торговлю с такими древними городами Индии, как Паталипутра, Раджагриха, Вайшали, Кушинагар, Чампа, Пундравардхана, Тамралипта, Каусамби, Шравасти, Капилавасту, Матхура, Ахичатра, Видиша, Удджайн, Бхарукача, Кундина, Пауданьяпура, Пратиштхана и Тагар. Грузы перевозились или речными судами, или караванами повозок, запряжённых волами и ослами (правящая династия и влиятельные князья использовала слонов и лошадей).
На рубеже IV—III века до н. э. Варанаси вошёл в состав обширной империи Маурьев, город посещал могущественный царь Чандрагупта Маурья. Его внук, император Ашока (III век до н. э.), также посещал Варанаси и воздвиг в Сарнатхе, на месте первой проповеди Будды, одну из самых ранних буддийских ступ (в VI веке на её месте была построена нынешняя ступа Дхамек). Кроме того, в Сарнатхе в честь Будды Ашока воздвиг колонну, которую венчало символическое колесо буддизма — дхармачакра с сидящими спинами друг к другу четырьмя львами. Изображение этой капители с древним изречением «Истина всегда побеждает» в 1950 году стало гербом Индии.
Многочисленные «колонны Ашоки» из жёлтого песчаника обтёсывали в Чунаре близ Варанаси (современный округ Мирзапур), а затем отправляли их по Гангу на восток в Паталипутру и на запад в Праягу, откуда они попадали в другие города империи. В эпоху Маурьев Варанаси находился на важном караванном пути между столицей Паталипутрой и городом Таксила. После распада империи Маурьев Варанаси последовательно входил в состав империи Шунга (II—I века до н. э.), Кушанской империи (II—III века), империи Гуптов (IV—VI века), империи Пратихара (VI—IX века) и империи Пала (IX—X века), сохраняя роль важного центра паломничества индуистских правителей.
В середине I века до н. э. соседнее поселение Чунар посещал легендарный царь Удджайна Викрамадитья, брат которого поселился на священном холме. В эпоху Кушанской империи Варанаси славился своими хлопчатобумажными тканями и красильными мастерскими, использовавшими натуральный индиго. Город вёл обширную торговлю со многими регионами Индостана: из Таксилы привозили шерстяные ткани, вино и лошадей, из Удджайна — изделия из драгоценных камней и слоновой кости, из Южной Индии — пряности и сандаловое дерево. Через Паталипутру, Варанаси и Матхуру проходил один из южных маршрутов Великого шёлкового пути между ханьским Китаем и римской Александрией. В ходе археологических исследований возле Варанаси была найдена надпись с именем кушанского царя Канишки.

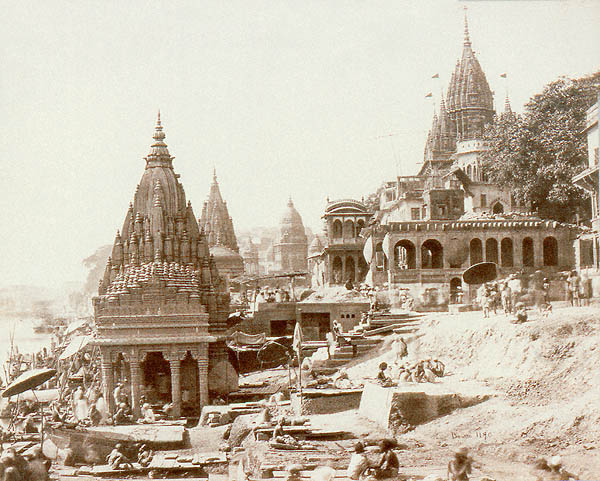
Храм Вишну у гхата Маникарника

Ко II—III векам относится первое упоминание гхата Дасасвамедха (Дашашвамедха), где правители династии Нага приносили жертвы. В эпоху Гуптов гхаты становятся центром экономической и культурной активности горожан. В начале V века Варанаси эпохи Гуптов посетил и описал китайский монах и путешественник Фасянь. Посетивший Варанаси приблизительно в 635 году другой китайский монах и путешественник Сюаньцзан описывал город как оживлённый религиозный, образовательный и культурный центр, простиравшийся вдоль западного берега Ганга на 5 километров (оба путешественника отмечали, что кроме священных текстов в Варанаси изучали астрологию, астрономию, грамматику, живопись, биологию и зоологию).
Кроме того, Варанаси являлся одним из крупнейших центров медицинских наук и медицинского образования Индии, из его школы вышли Сушрута и другие прославленные медики. В городе проводили хирургические операции, делали снадобья и различные инструменты. В первой половине VII века Варанаси входил в состав государства, созданного правителем Харшавадханом (Харша) из династии Пушпабхути, который также наведывался в город. Привлекательность Варанаси как центра паломничества достигала таких высот, что в одной из пуран говорилось, что даже тот, кто просто стремится попасть в Каши, избавляется от грехов трёх жизней.

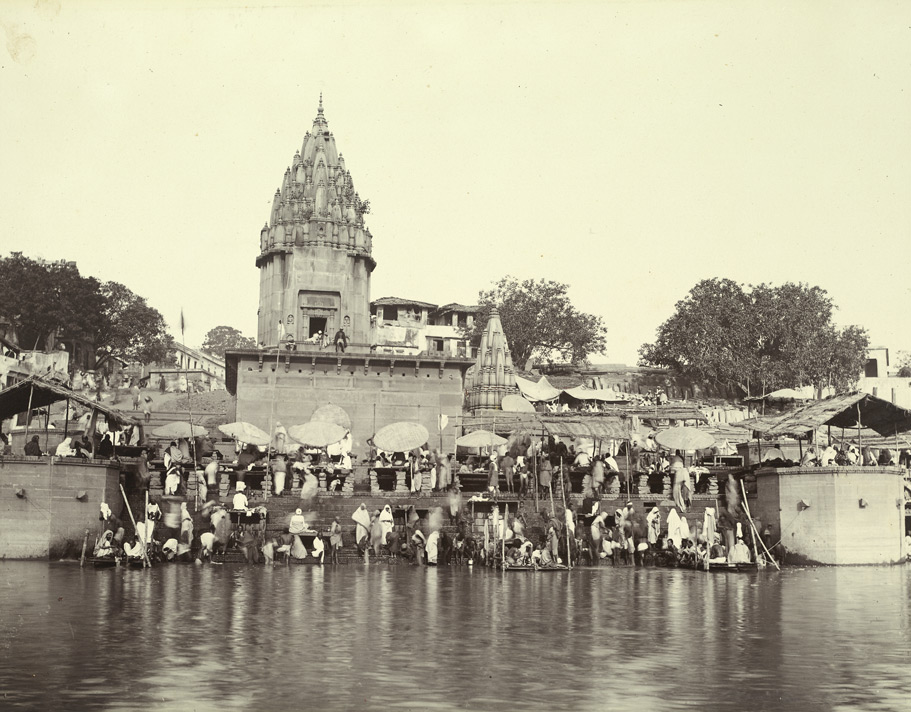
Гхат Дасасвамедха, 1883 год

В начале IX века в Варанаси проповедовал мыслитель Шанкара, в эпоху которого шиваизм стал доминирующим течением индуизма в регионе. Уже тогда город считался центром традиционной учёности и индуистской ортодоксии. Основоположники различных учений и философских течений стекались в Варанаси чтобы вступить в публичный диспут с местными пандитами и другими знатоками священных текстов из числа пуджари (храмовых жрецов) и махантов (глав религиозных орденов). Каждый, кто выдвигал новую теорию или по-новому трактовал старую, должен был явиться в Каши и доказать свою правоту. Пандиты, в свою очередь, также не представляли собой единого философского учения, а группировались вокруг наиболее авторитетных гуру.
В X веке в Варанаси был основан храм Винду Мадхава Мандир, а в пригороде — храм Кардамешвар Махадев Мандир (это единственный индуистский храм, переживший разрушения в мусульманскую эпоху). В период династии Гахадвала (XI—XII века), правившей из Каннауджа, в различных источниках упоминались уже пять гхатов Варанаси: Ади-Кешава, Ведешвара, Капаламокана, Трилокана и Свапанешвара. Во время солнечных и лунных затмений верующие собирались на гхатах и делали подношения брахманам. В правление царя Говиндачандры (первая половина XII века) столица государства на некоторое время была перемещена из Каннауджа в Варанаси. В конце XII века владения последнего царя Джайчанда были захвачены армией Мухаммада Гури.

## Средневековая Индия

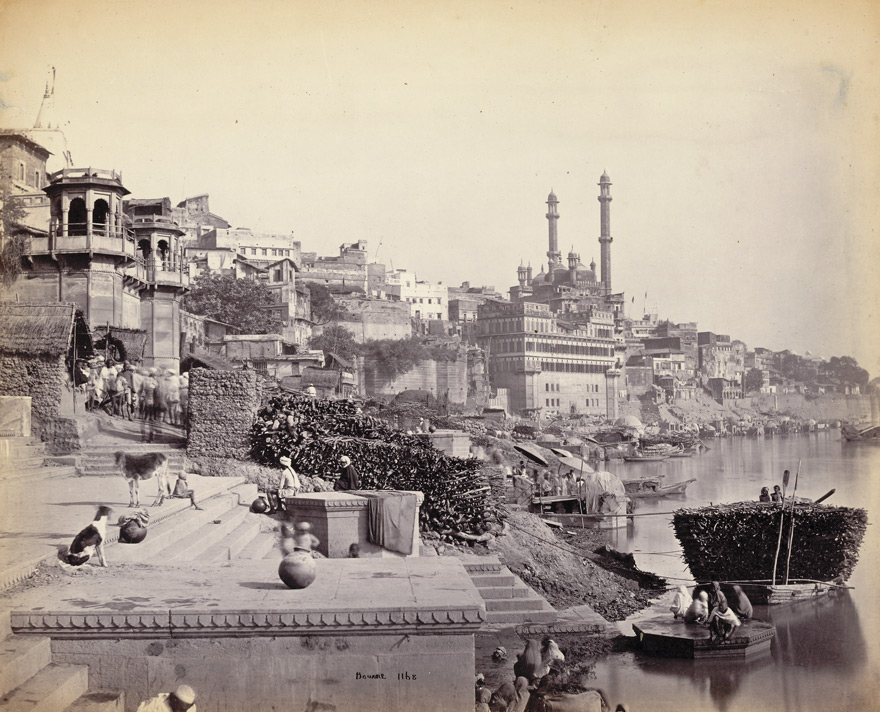
Мечеть, построенная Аурангзебом. 1865 год

В XI веке началась эпоха мусульманских завоеваний, в ходе которых Варанаси пришёл в упадок. Многие индуистские храмы и библиотеки были разрушены и разграблены, а учёные бежали из города в поисках убежища. Первый значительный урон Варанаси нанесли войска афганского эмира Махмуда Газневи (1033 год), в 1194 году город захватила армия афганского султана Мухаммада Гури, а в начале XIII века он вошёл в состав Делийского султаната. Именно в XII и XIII веках был дважды разрушен самый древний и почитаемый храм Каши Вишванатх, на месте которого, согласно легендам, появился первый джьотирлингам.
Первый раз храм разрушил полководец Гури Кутб ад-дин Айбак. При султане Илтутмише гуджаратские купцы восстановили Каши Вишванатх. Султан Алауддин Хильджи на месте снесённых храмов начал возводить самые ранние мечети Варанаси. В 1376 году султан Фируз-шах Туглак приказал продолжить разрушение всех уцелевших индуистских храмов в районе Варанаси. В его правление были построены грандиозные мечети Чаукхамба (сегодня лежит в руинах) и Арахи-Кангра, а также расширена более старая мечеть Гандж-э-Шахидан. В начале XV века город попал под власть правителей Джаунпурского султаната, в 1470-х годах был отвоёван войсками делийского султана Бахлул-хана Лоди. В правление султана Сикандар-шаха Лоди (1496) вновь началось притеснение индуистов и возобновилась практика разрушения храмов (в частности, был разрушен один из древнейших храмов Винду Мадхава).
В 1506 году Варанаси посещал первый сикхский гуру Нанак, странствовавший по Северной Индии. В первой трети XVI века долина Ганга была захвачена войсками тимуридского полководца Бабура, основателя империи Великих Моголов. После смерти Бабура (1530) бихарский феодал афганского происхождения Шер-шах захватил стратегически важный форт Чунар, но вскоре новый падишах Хумаюн вынудил его отступить в восточные владения. Однако в 1540 году почти вся Северная Индия оказалась под властью Шер-шаха, разбившего армию Хумаюна и ненадолго восстановившего Делийский султанат. В 1575 году войска падишаха Акбара штурмом взяли форт Чунар и включили Варанаси в состав владений Моголов. Акбар, отличавшийся религиозной терпимостью и пытавшийся создать новую синкретическую религию Дин-и иллахи, принёс некоторое облегчение в жизнь горожан-индуистов. При нём раджпутский полководец Ман Сингх I и министр финансов Тодар Мал в 1585 году даже восстановили Каши Вишванатх. Также в правление Акбара Варанаси посещали многие другие индийские раджи и некоторые иностранные путешественники.
В 1580 году раджа Тодар Мал построил гхат Панча-Ганга (в 1735 году он был восстановлен пешвой Баджи-рао I, в 1775 году вновь реконструирован на средства правителей маратхов). В том же году раджа княжества Бунди Сурджан Сингх построил гхат Бунди-Паркота (или Раджа-Мандира-гхат) и гхат Ситала (Шитла). В 1585 году на месте древнего гхата Сомешвара раджа Амбера Ман Сингх I построил новый гхат, а чуть выше — огромный дворец (позже гхат получил название Ман-Мандир, а дворец стали именовать Ман-Махал). В этом же году Ман Сингх I восстановил разрушенный ранее индуистский храм Винду Мадхава и построил возле него Мандира-гхат. В 1585 или 1586 году Варанаси по пути из Лахора в Бирму посетил британский путешественник и купец Ральф Фич, который по возвращении консультировал Ост-Индскую компанию.
Ступа Чаукханди
Раджа Говардхан, сын Тодар Мала, построил в Сарнатхе на высокой насыпи восьмиугольную ступу Чаукханди. Раньше здесь находился террасный храм эпохи Гуптов, обозначавший место, где Будда по пути из Бодх-Гаи повстречал своих первых учеников, а Говардхан посвятил ступу памяти падишаха Хумаюна. Сын и наследник Акбара Джахангир, также посещавший Варанаси, отменил многие послабления для «кафиров», чем вызвал недовольство влиятельных военачальников и чиновников-индусов.
Падишах Шах-Джахан запретил восстанавливать разрушенные индуистские храмы, а его сын Аурангзеб не только разрушил многие из ещё уцелевших храмов, но и в 1669 году построил на месте Каши Вишванатха мечеть Гианвапи («Источник знаний»). По одной из версий, снос храма Каши Вишванатх служил предупреждением местным брахманам, которые вмешивались в мусульманское образование, а также местью радже Амбера Джай Сингху I, внуку Ман Сингха I, который, согласно придворным слухам, помог сбежать из могольского плена маратхскому мятежнику Шиваджи. Во время очередного разрушения храма индуисты успели спрятать в колодце джьотирлингам.

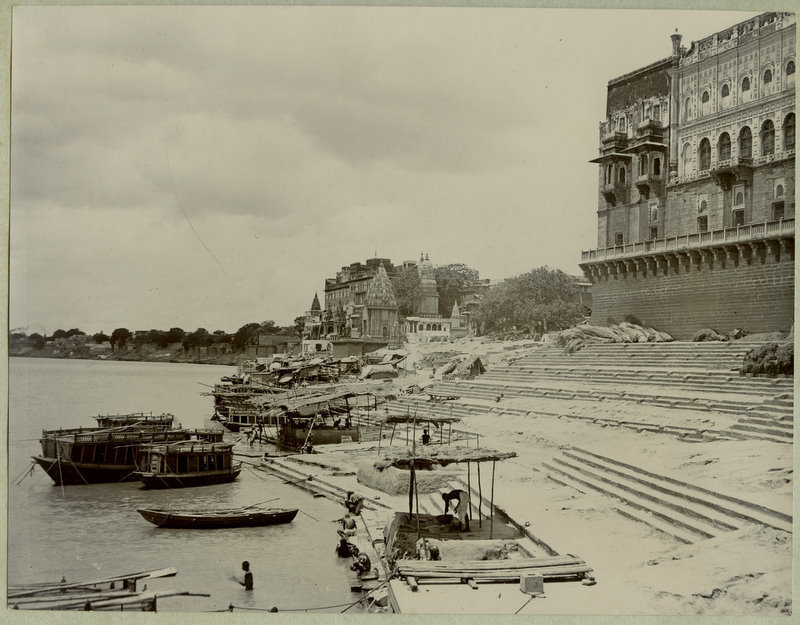
Гхаты. Конец XIX века

Другой мечетью, построенной при Аурангзебе у гхата Панча-Ганга, на месте разрушенного храма Винду Мадхава, была мечеть Аламгир (Дхарахара). Несмотря на репрессии Аурангзеба, Джай Сингх I получил разрешение на строительство храма Ади Вишвешвар. К XVII веку сформировался и ансамбль старейших гхатов Варанаси. Учёный-грамматик Варадараджа сделал полное описание набережной Ганга, а также многочисленных индуистских ритуалов и праздников, связанных с гхатами. В 1670 году раджа Удайпура реконструировал старинные гхаты Чоусатти (Каусатхи) и Рана-Махал, на которых собирались философы. В 1660-х годах Варанаси посещали придворный врач Аурангзеба француз Франсуа Бернье и французский купец Жан-Батист Тавернье.
В период Могольской империи у Варанаси сложились тесные экономические связи с соседним Аллахабадом, который Моголы превратили в один из своих административных центров. Также большое значение для торговли города имел Великий колёсный путь, связывавший Бенгалию и Пенджаб со времён султана Шер-шаха (в 1538 году этот полководец из династии Суридов поселился в соседнем форте Чунар, который располагался на высоком холме в излучине Ганга, и построил для себя небольшой павильон). Мусульманские правители поощряли производство парчи с золотым и серебряным шитьём и муслина (с тех пор мусульмане касты ансари составляют большинство ткачей Варанаси).
Несмотря на притеснения мусульманских правителей Варанаси продолжал оставаться важным культурным центром хиндустанцев. В XV веке в городе работал Куллука Бхатт, написавший самый известный комментарий к Ману-смрити, проповедовал философ и богослов Рамананда. Позже здесь учились, писали и проповедовали поэт и философ Кабир, поэт и богослов Равидас, поэтесса Мирабай. В 1623 году на одном из гхатов Варанаси скончался выдающийся индийский поэт и философ Тулсидас — автор поэм «Рамачаритаманаса» и «Хануман-чалиса». Долгое время в Варанаси жил и проповедовал друг Тулсидаса — бенгальский философ Мадхусудана Сарасвати.
Будучи одним из центров движения бхакти, Варанаси стал и центром музыкальной культуры (в том числе и бхаджан). Многие известные средневековые философы и литераторы содействовали развитию и популяризации религиозной музыки в городе (Кабир, Равидас, Мирабай, Сурдас, Чайтанья, Валлабха, Тулсидас). В Варанаси получили развитие вокальные направления дхрупад, дхамар, хори, чатуранг и таппа, популярные при дворе правителей города. С возвышением в конце XVI века государства маратхов, правители которых покровительствовали брахманам и восстанавливали храмы, началось возрождение как самого Варанаси, так и индуистской культуры города.

## Период британского господства

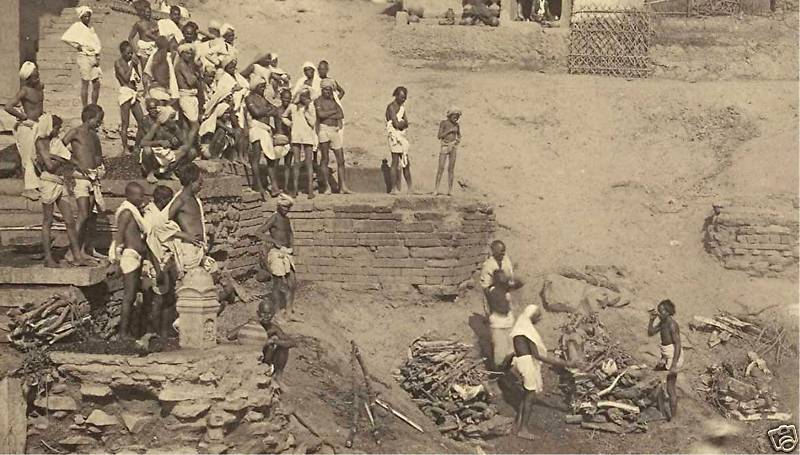
Кремация на одном из гхатов Бенареса. 1894 год

В 1737 году раджа Манса Рам, крупный заминдар из касты бхумихар-брахманов, получил от местного назима Рустама Али Хана право управлять большей частью территории Бенареса. Разбогатев, в 1739 году он получил от падишаха Мухаммада Шаха право для своего старшего сына собирать налоги в Бенаресе, Гхазипуре, Джаунпуре и Чунаре, а также титул раджи Касвара.
В 1740 году обширную область вокруг Бенареса возглавил раджа Балвант Сингх, сын Мансы Рама. Несмотря на натянутые отношения с могущественным навабом Ауда Шуджой ад-Даулой он успешно управлял подвластными территориями. Новой резиденцией раджи служил форт Рамнагар, построенный в 1750 году на противоположном от Варанаси берегу Ганга, куда Сингх переехал из своей прежней столицы в соседнем городе Утариа (ныне — Гангапур). Также под контролем Балвант Сингха, получившего титул «Каши нареш» («король Каши»), находились Мирзапур, Виндхьячал, Гьянпур, Чандаули, Чакиа и Латифшах.
В 1751 году Балвант Сингх выслал представителя наваба из Бенареса, но в марте 1752 года был вынужден бежать из города после того, как войска Шуджы ад-Даулы вторглись в его земли. В 1754 году падишах Аламгир II предоставил Балвант Сингху джагир в Бихаре, но он продолжал руководить сопротивлением многочисленных сторонников из числа бхумихар-брахманов против номинального сюзерена — наваба Ауда (особенно в районе Бенареса, Горакхпура и Азамгарха). В 1764 году раджа был вынужден присоединиться к объединённой армии падишаха Шах Алама II, наваба Ауда Шуджы ад-Даулы и наваба Бенгалии Мир Касима, которая была разбита британцами в битве при Буксаре.
В 1765 году Балвант Сингх вернулся в Ауд, где и умер в августе 1770 года. После этого раджой Бенареса стал его сын Чаит Сингх, при котором княжество в 1775 году отделилось от владений наваба Ауда (Авадха) и попало под протекторат британской Ост-Индской компании. Основной гарнизон британцев и крупные склады боеприпасов компании располагались в форте Чунар. Согласно договорённостям, раджа обязан был содержать батальоны сипаев компании, но он начал выказывать недовольство, за что в августе 1781 года был свергнут (когда Чаит Сингх отказался предоставить помощь в войне с майсурским султаном Хайдером Али генерал-губернатор Индии Уоррен Гастингс приказал осадить его резиденцию). Чаит Сингха посадили под домашний арест и предали суду, что вызвало бунт среди его вассалов. После подавления мятежа в сентябре 1781 года британцы передали земли раджи его племяннику Махипу Нараяну Сингху. Сам Чаит Сингх бежал через Ауд в Гвалиор, где и умер в 1810 году. Первые британцы, появившиеся в Варанаси, писали о некоей таинственной болезни («отраве»), которая поражала всех европейцев.
Форт Рамнагар
Раджа Махип Нараян Сингх оказался не способен к управлению своими владениями и в октябре 1794 года Ост-Индская компания забрала себе право сбора налогов в четырёх районах княжества. Радже была назначена компенсация, в сентябре 1795 года он скончался. На престол взошёл раджа Удит Нараян Сингх, оказавшийся таким же плохим управленцем, как и его отец. Он пытался вернуть конфискованные земли княжества, но в ответ компания взяла под своё контроль и оставшиеся владения Удита. В правление раджи в форте Рамнагар учредили традицию проведения многодневных театрализованных представлений Рамлила. После смерти Удит Нараян Сингха в 1835 году его сменил сын Ишвари Прасад Нараян Сингх, правивший до 1889 года. Он остался верен британцам во время восстания сипаев, за что в 1859 году получил титул махараджа-багатур (во время восстания ни в Варанаси, ни в форте Чунар не было зафиксировано случаев насилия по отношению к британским чиновникам и военнослужащим).

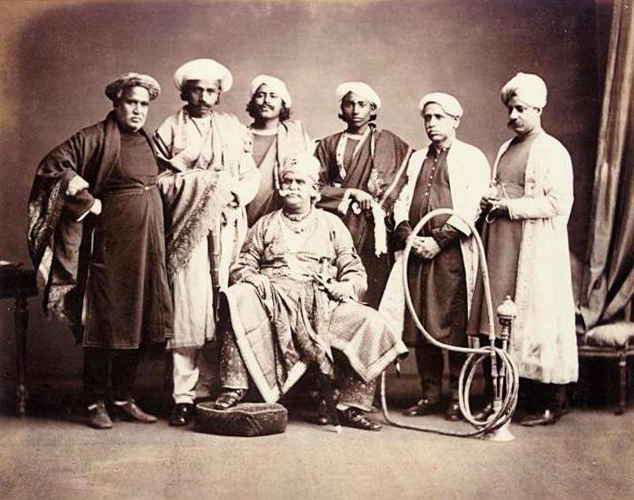
Махараджа Ишвари Прасад Нараян Сингх со свитой

Позже Ишвари Прасад Нараян Сингх удостоился чести 13 салютов и получил степень Рыцаря Великого Командора ордена Звезды Индии, он был назначен членом Законодательного совета при вице-короле Индии, ему вернули все ранее конфискованные земли. Незадолго до смерти в 1889 году Ишвари Прасад Нараян Сингх был награждён титулом «Его Высочество» и правом приветствия в 15 салютов.
В 1889 году на престол махараджи Бенареса взошёл Прабху Нараян Сингх, сохранивший за собой все титулы и привилегии отца. В 1910 году британцы создали новое туземное княжество (Princely state) с центром в Рамнагаре, напротив старого Варанаси (сам город Бенарес не входил в юрисдикцию нового образования). В апреле 1911 года в торжественной обстановке бенаресского дворца Надесар Прабху Нараян Сингх был провозглашён правителем княжества Бенарес и наследственным махараджей.
Первой женой Прабху Нараян Сингха была дочь махараджи непальского княжества Каски и Ламджунг, занимавшего пост премьер-министра Непала. После смерти отца в 1931 году престол занял Адитья Нараян Сингх, но он правил недолго и скончался в 1939 году. После этого на престол взошёл махараджа Вибхути Нараян Синг, правивший до своей смерти в декабре 2000 года. Он родился в 1927 году в семье влиятельных бхумихар-брахманов из округа Азамгарх и в 1934 году был усыновлён Адитья Нараян Сингхом с правами наследника.

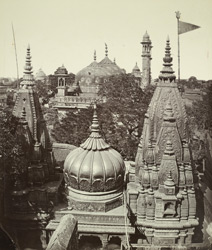
Храм Каши Вишванатх. 1905 год

Начиная с XVIII века при финансовой поддержке маратхских и отчасти раджпутских князей в городе начали массово строиться индуистские храмы (маратхский правитель Малхар Рао Холкар даже хотел разрушить построенную при Аурангзебе крупнейшую мечеть Варанаси).
В 1780—1785 годах на средства махарани Ахилии Бай Холкар, невестки Малхар Рао Холкара и правительницы Индаура, был заново построен самый почитаемый шиваистский храм Варанаси — Каши Вишванатх (он возведён рядом с мечетью, под которой сохранились следы древнего храма). Также Ахилия Бай восстановила старый гхат Кевельягири, позже названный в её честь. В 1835 году (по другим данным — в 1839) два из трёх куполов Каши Вишванатха были покрыты золотом, пожертвованным махараджей Пенджаба Ранджит Сингхом (на эту реставрацию ушло около 820 кг золота, после чего храм получил своё второе название — «Золотой»).
Перед восстановлением Каши Вишванатха, в 1725 году, на соседнем участке благодаря пожертвованиям могущественного пешвы Баджи Рао I был сооружён храм Аннапурна или Шри Аннапурани Деви (эта жена Шивы, богиня счастья и процветания, считается покровительницей Варанаси, а сам храм — самым важным святилищем шактизма Северной Индии). В 1737 году по заказу могольского падишаха Мухаммада Шаха у гхата Ман-Мандир, рядом со своим дворцом Ман-Махал, джайпурский махараджа Савай Джай Сингх II возвёл астрономическую обсерваторию Джантар-Мантар (ранее подобные обсерватории были построены им в Джайпуре, Дели, Удджайне и Матхуре). В 1770 году был построен храм Сакши Винаяк Мандир, посвящённый богу Ганешу. Также в XVIII веке на средства влиятельной махарани Бхавани из Натора в южной части Варанаси были построены храм Дурга Мандир, посвящённый богине Дурге, и обширный квадратный водоём Дурга-кунд. Кроме того, к XVIII веку относятся храм Шри Тилбхандешвар Махадев Мандир, главным объектом почитания которого является лингам Швамбху, каждый год «увеличивающийся» в размере, и храм Мритьюнджай Махадев Мандир, известный своим целебным источником, по легенде основанным богом Дханвантари.

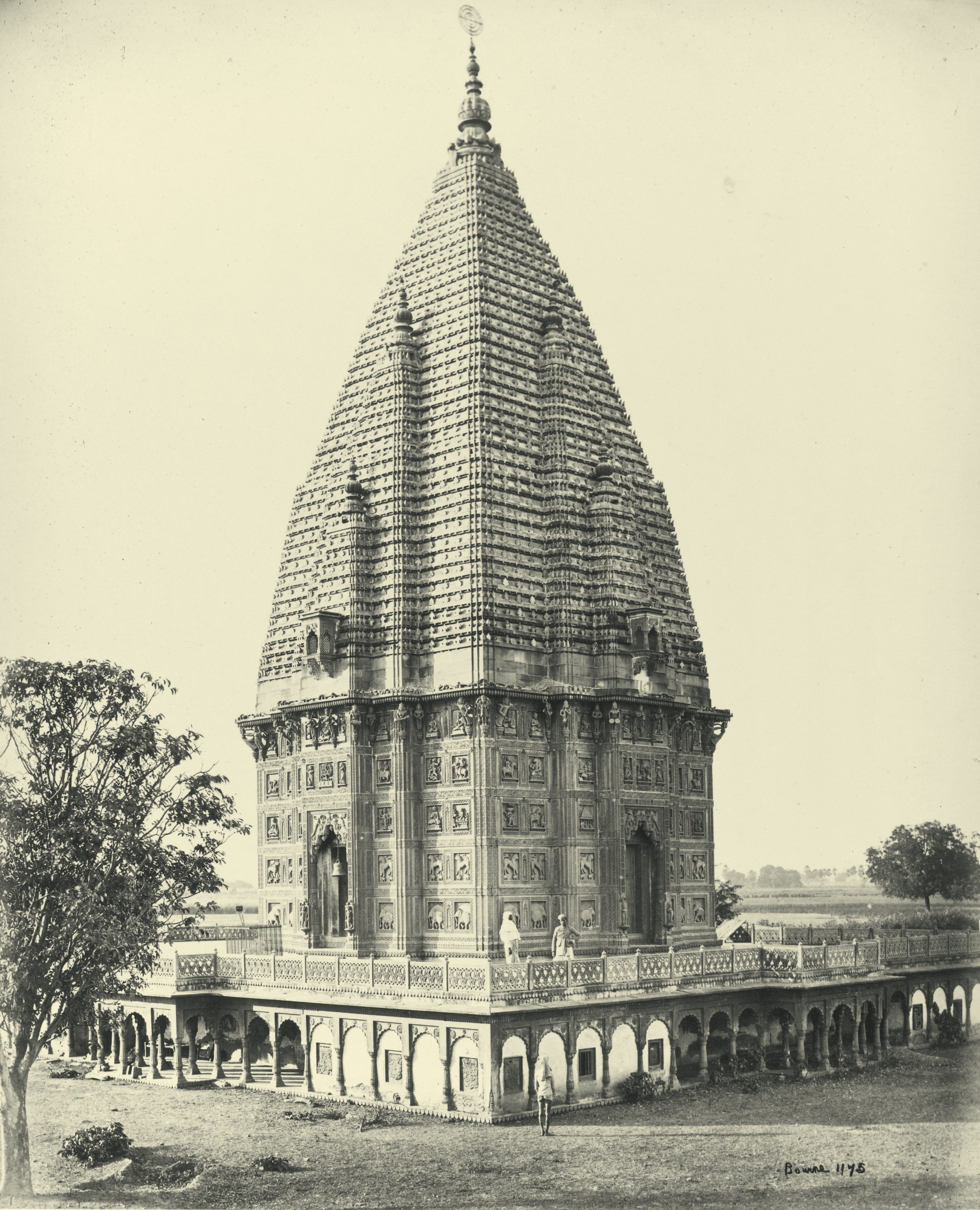
Храм Дурги. 1863 год

Большие работы велись и по благоустройству прибрежной полосы. В начале XVIII века был построен гхат Нала (теперь — Кшамешвар или Ксемесвара), в 1720 году на средства первого пешвы Баладжи был построен Раджа-гхат (восстановлен вместе с окружающими святынями в 1780—1807 годах). В 1735 году Мир Рустам Али переоборудовал два старых гхата, которые после этого стали известны как Мир-гхат, а пешва Баджи-рао I построил гхат Мангала-Гоури (в 1807 году его восстановил Лакмана Бала из Гвалиора, после чего гхат получил второе имя — Бала-гхат). В 1740 году религиозный наставник маратхских пешв Нараяна Диксит отремонтировал гхат Харишчандра и построил гхат Ситала, а Баджи-рао восстановил древнейший гхат Дасасвамедха (в 1774 году его реконструировала и расширила Ахилия Бай).
В 1760-х годах на месте старого гхата Агнешвара пешва Мадхав-рао I построил гхат Ганеша и храм Ганеша-Мандир рядом с ним, а в 1766 году он восстановил несколько гхатов, сегодня известных как Рама-гхат, Джатар-гхат и Раджа-Гвалиор-гхат. В 1772 году у почитаемого храма Брахмачарини-Дурга гуру Нараяна Диксит построил Дурга-гхат и по соседству — Брахма-гхат (в 1830 году эти гхаты восстановил диван княжества Гвалиор). В том же году Нараяна Диксит восстановил гхат Ситала у древнего храма Бади Ситала и гхат Трилочан (Трилокана), известный с XII века (в 1795 году Трилочан-гхат вновь был реконструирован Натху Бала из Пуны). В 1778 году раджа Бенареса построил гхат Лали, в 1780 году правитель Нагпура из династии Бхонсле построил гхат Бхонсале (в 1795 году он же заложил над гхатом храм Лакшминараян), в 1788 году настоятель монастыря построил гхат Кувай (теперь — Нарада).
В 1790 году диван при махарадже Махаджи Шинде восстановил гхат Ади-Кешава, расположенный у слияния Варуны и Ганга, возле древнего одноимённого храма. В конце XVIII века махараджа Бенареса реконструировал гхат Трипура Бхайрави, под патронажем Матхуры Пандея был реставрирован старый гхат Сарвесвара, а богатый купец Вакчараджа (Вачарадж) построил гхат, позже названный его именем. В начале XIX века богатый купец Бабу Кесава Дева реконструировал гхат Раджа-Раджесвари (ныне — Баули-гхат), а махараджа Гвалиора на месте одной из частей старого гхата Ямешвара построил новый гхат Ганга-Махал. В 1805 году был восстановлен гхат Манасаровар, построенный в 1585 году раджой Ман Сингхом I, и сооружён гхат Пандей (или Бабуа-Панде-гхат). В 1825 году на месте другой части гхата Ямешвара, заложенного в конце XVIII века махараджей Бароды, вдова видного пандита Бенирам и её племянники построили гхат Санкатха и храм Санкатха-Мандир над ним. В 1829 году правительница Гвалиора Байджа Бай восстановила гхат Скиндия, который ранее был известен как Вирешвара-гхат и в 1780 году уже был реставрирован Ахилией Бай. В 1830 году бенгальский раджа построил гхат Дигпатия, а Байджа Бай восстановила ушедший под воду гхат Баджирао, возведённый в 1735 году Баджи-рао I.
В середине XIX века Свами Махешварананда переоборудовал старый гхат Яджнешвара в Ная-гхат. В 1870 году махарани бихарского княжества Сурсанд построила на месте старого Нагамбер-гхата новый гхат Джанки (Джанаки). В 1872 году был восстановлен и расширен Маникарника-гхат (впервые он упоминался в IV веке в записях эпохи Гуптов, в 1302 году был перестроен двумя братьями-раджами, в 1730 году был восстановлен под патронажем Баджи-рао I, в 1791 году — под патронажем Ахилии Бай). В 1879 году Лала-Мишир-гхат приобрёл махараджа Ревана (после этого он стал известен как Реван-гхат). Ранее этот гхат построил духовный наставник пенджабского махараджи Ранджит Сингха Лала Мишир. В 1890 году правитель южноиндийского княжества Виджаянагарам построил одноимённый гхат, в конце XIX века правящая семья Бенареса оборудовала гхат Кхори (или Ганга-Махала-гхат), а правитель бенгальского княжества Панчкот (Панчакот) построил одноимённые гхат Панчакот и роскошный дворец над ним.

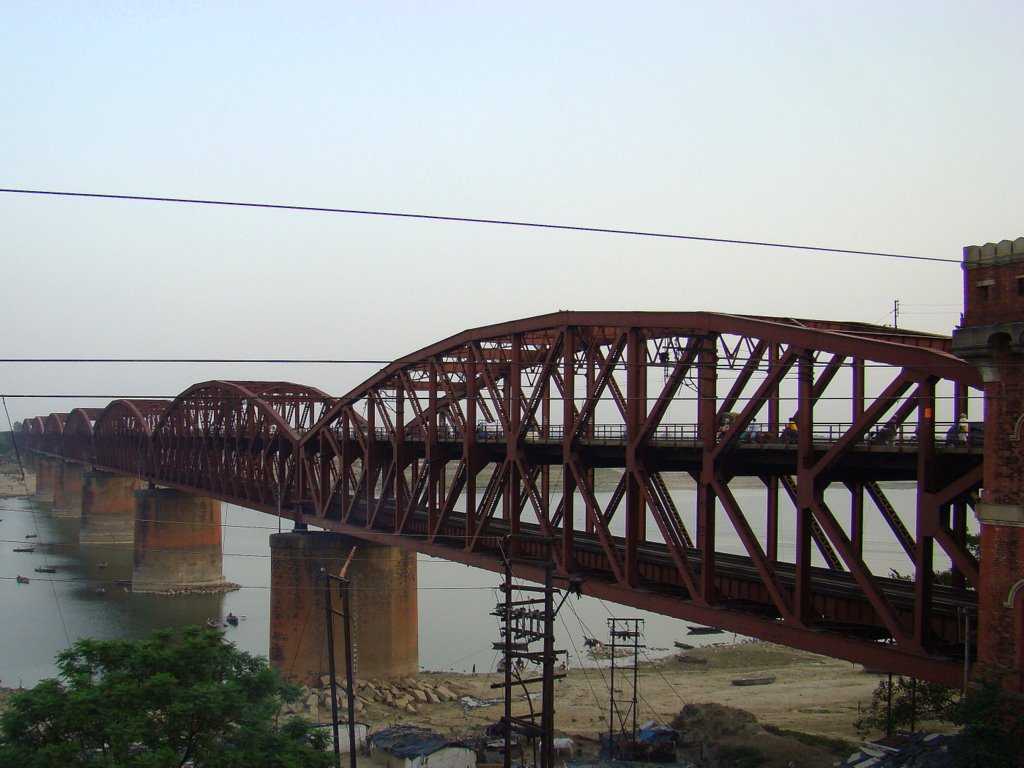
Мост Дафферин (ныне — Малвия)

В декабре 1862 года East Indian Railway Company открыла железнодорожную линию из Хауры в Бенарес (станция была основана на правом берегу Ганга, в пригороде Мугхал-Сарай, который позже превратился в крупнейший сортировочный узел Индии). В 1872 году Oudh & Rohilkund Railway Company открыла железную дорогу из Бенареса в Лакхнау. Строительство в 1887 году моста Дафферин через Ганг позволило связать Бенарес и Мугхал-Сарай (теперь этот город расположен в округе Чандаули, который в 2004 году отделился от Варанаси). Вместе с тем, это привело к разорению многих паромщиков и лодочников.
В 1828 году махарани княжества Гвалиор Байджа Бай возвела в храме Каши Вишванатх новый павильон для защиты священного джьотирлингама. В 1841 году возле гхата Лалита под патронажем короля Непала Раджендры был построен Непальский храм, лингам которого копировал известный лингам Пасупатишвара в Катманду (кроме того, этот храм славился своей деревянной резьбой эротического содержания). В 1850 году над священным гхатом Маникарника раджа Аметхи (Ауд) возвёл храм в честь Шивы и Дурги. Учреждение в 1867 году муниципального совета Бенареса значительно улучшило благоустройство и санитарное состояние разраставшегося города. В 1891 году в старой части Варанаси началось сооружение подземной сети канализационных коллекторов, по которым сточные воды попадали в Ганг. В 1892 году в городе была введена в строй система водоснабжения, включавшая очистные сооружения в южном районе Бхелупура.
На рубеже XIX—XX веков в основном сложился ансамбль прибрежных гхатов Варанаси, многие из которых строились, реконструировались и содержались на средства правителей из маратхских династий Скиндия, Холкар и Бхонсле, махарадж Джайпура, королей Непала, бихарских и бенгальских раджей. Вдоль гхатов располагались роскошные дворцы и особняки, возводившиеся различными князьями, богатыми землевладельцами и купцами, а также храмы, ашрамы, школы санскрита и постоялые дворы для паломников. Южный Аси-гхат отмечал место слияния Ганга с притоком Аси. Соседний Тулси-гхат увековечивал память поэта Тулсидаса, который перевёл «Рамаяну» с санскрита на хинди. Шивала-гхат принадлежал махараджам Варанаси, на ступенях Данди-гхата молились аскеты-дандипатхи, Харишчандра-гхат служил одним из двух мест кремации.
Мансаровар-гхат был назван в честь тибетского озера, где расположен исток Ганга. Ман-Мандир-гхат находился перед дворцом махараджи Джайпура, старейший Дасасвамедха-гхат — возле храма Каши Вишванатх (согласно легенде этот гхат создал сам Брахма, ожидавший возвращения Шивы из изгнания). Маникарника-гхат служил вторым местом кремации в Варанаси. Это одно из старейших и самое священное место у реки, где, по легенде, Вишну выкопал водоём (кунд) Чакра-Пушкарини, а Шива искал в нём серьгу Парвати. Представителей высших каст кремировали на плите Чаранпадука, на которой сохранился «след» ноги Вишну. Панчаганга-гхат располагался на месте мифического слияния Ганга, Ямуны, Сарасвати, Кираны и Дхуты, а омовение на Праяг-гхате приравнивалось к паломничеству в священный Аллахабад (Праягу).
Литографии Джеймса Принсепа с видами Бенареса
В период британского правления Варанаси продолжал оставаться важным культурным центром Индии, который притягивал крупнейших писателей и философов своей эпохи. В 1791 году по инициативе губернатора Бомбея Джонатана Дункана и с одобрения генерал-губернатора лорда Корнуоллиса в городе был учреждён первый колледж — правительственный колледж санскрита (землю под него пожертвовал раджа Махип Нараян Сингх). Среди руководителей колледжа были известный ориенталист Джеймс Баллантайн, учёные-индологи Ральф Гриффит и Джордж Тибо. В 1820-х годах в Бенаресе работал британский учёный Джеймс Принсеп, который изучал архитектуру и традиции города, строил туннели, мосты и здания, восстанавливал минареты. В 1835 году британские археологи начали раскопки на месте Сарнатха, фактически заново открыв комплекс. В 1866 году крупный землевладелец Маулви Кхуршид Али Хан основал в Бенаресе шиитскую семинарию Джамия-э-Имания.

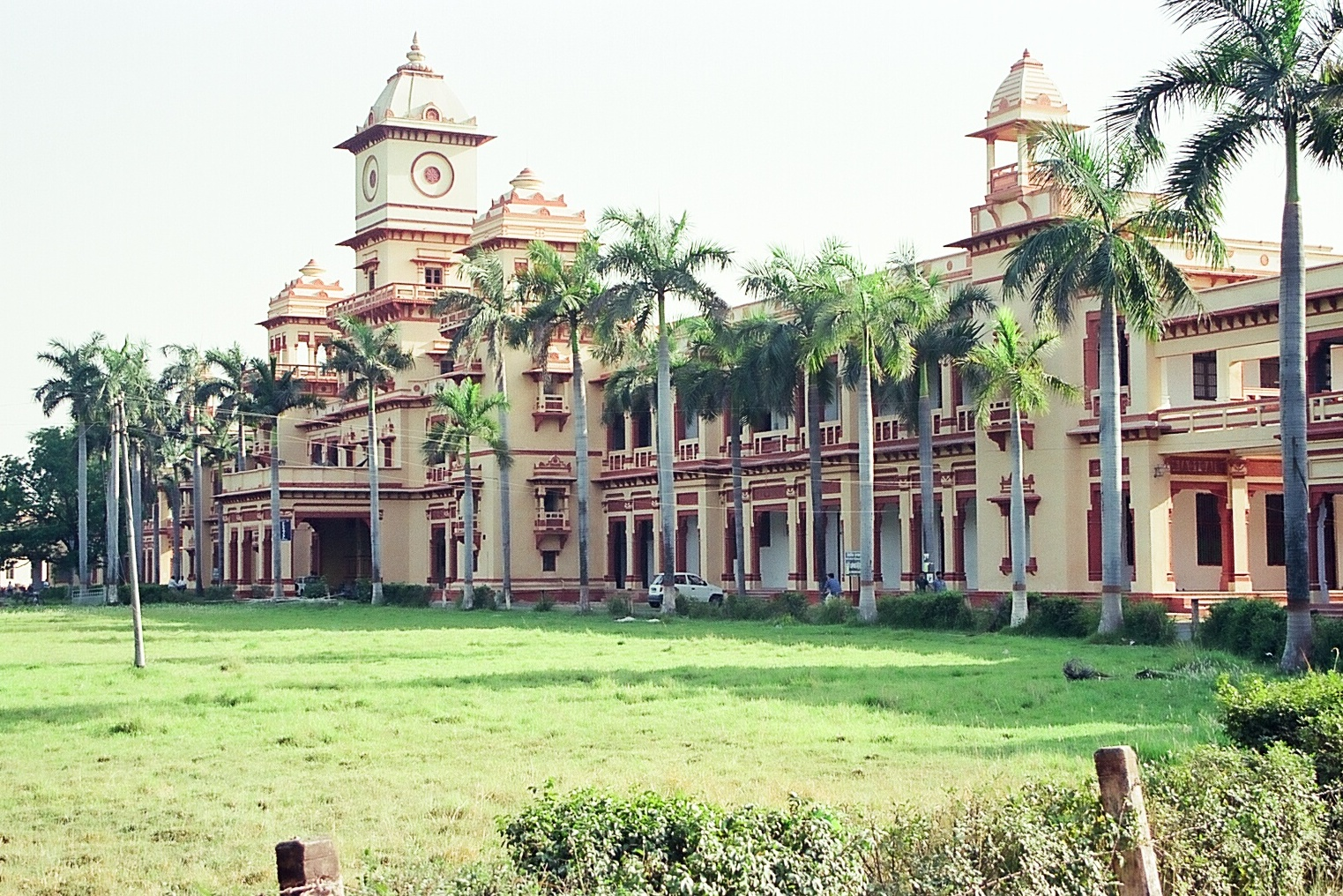
Бенаресский индуистский университет

В 1869 году теолог Даянанда Сарасвати участвовал в дебатах, посвящённых трактованию вед, с ведущими пандитами Варанаси. В этот период в городе работал британский миссионер и индолог Мэтью Атмор Шерринг, написавший несколько книг о городе, племенах и кастах, а также о христианах Индии. В 1885 году в Бенаресе умер основатель литературного хинди, знаменитый поэт и писатель Бхаратенду Харишчандра. В 1888 году город посещал бенгальский философ Вивекананда. В 1895 году в Варанаси умер основатель крийя-йоги Лахири Махасая. После посещения Варанаси в 1896 году Марк Твен написал: «Бенарес старше истории, старше традиций, старше даже легенд, и при этом выглядит вдвое старше, чем все они, вместе взятые».
В 1898 году стараниями Анни Безант в Бенаресе был открыт Центральный индусский колледж. Кроме того, на рубеже XIX—XX веков Варанаси являлся крупным центром индийского театра и драматургии, а также крупным музыкальным центром, где получили развитие классические стили, типы и направления хори, каджри, тхумри, дадра, чаити, бхайрави, тарана, гхато, тирват, садра, кхамса, лавни, рагмала, киртан, каували и катхагайан (во многом благодаря махараджам Бенареса, которые покровительствовали искусствам).
В начале XX века продолжалось благоустройство левого берега Ганга: бенгалец Нирмал Кумар построил гхат Прабху, в 1902 году при поддержке непальской королевской семьи Нанхи Бабу построил Непали-гхат. В 1906 году в Варанаси утопился в Ганге известный ведантист Свами Рам Тиртха. В 1909 году раджа Бхинги Удай Пратар Сингх основал в городе среднюю школу (сегодня на её базе работает известный колледж Удай Пратара, аффилированный с университетом Каши Видьяпитх). В 1910 году по инициативе британского учёного Джона Маршалла был построен археологический музей Сарнатха. В том же году махараджа Майсура построил у шиваистского святилища Руру Бхайрава гхат Карнатака, в 1912 году министр финансов бихарского княжества Дарбханга построил гхат, позже названный в его честь Мунси (Мунши).
Также в 1912 году под патронажем махараджи Джайпура была реконструирована обсерватория Джантар-Мантар. В 1913 году на территории кампуса Теософского общества Анни Безант открыла первый в городе колледж для девочек Васанта (в 1954 году он переехал в Раджгхат, на территорию комплекса, основанного её приёмным сыном Джидду Кришнамурти, а в старом здании теософ Рохит Мехта открыл женский колледж Васант Канья Махавидьялайа, аффилированный с Индуистским университетом). В 1915 году бихарский раджа построил гхат Дарбханга и огромный дворец Дарбханга над ним. Индуистский университет Бенареса, основанный в 1916 году на базе индусского колледжа, стал важным центром по изучению аюрведы, санскрита, пали и других дисциплин. Также в начале XX века создатель университета Мадан Мохан Малавия на берегу реки Аси построил храм Санкат Мочан Хануман (согласно легенде, первый храм богу Хануману на этом месте заложил поэт Тулсидас). В 1919 году при Индуистском университете был открыт Инженерный колледж Бенареса (сегодня — Индийский институт технологии).
В 1920 году в Бенаресе начала выходить газета «Адж» (आज), вскоре ставшая главным печатным органом на хинди в Северной Индии. В 1921 году видный националист Шив Прасад Гупта и теософ Бхагван Дас основали общественный университет Каши Видьяпитх. В 1924 году при Индуистском университете махараджа Прабху Нараян Сингх открыл больницу имени сэра Сундерлала. В 1931 году местные джайны реконструировали часть гхата Вакчараджа и создали новый Джайн-гхат. В 1935 году в ходе реконструкции Лала-гхата, созданного в 1800 году, бизнесмен Балдео Дас Бирла построил небольшой гхат Гопи-Говинда и отель для паломников над ним.
В 1936 году Махатма Ганди открыл в Варанаси храм Бхарат Мата, задуманный и построенный Шив Прасад Гуптой и нумизматом Дургой Прасад Кхатри (объектом поклонения в нём служит мраморная карта Индии). В том же 1936 году в Бенаресе умер выдающийся индийский писатель Дханпатрай Шривастав, в 1937 году — писатель Джайшанкар Прасад. В 1937 году был построен новый Нисада-гхат, в 1938 году был основан колледж DAV (с 1947 года он аффилирован с Индуистским университетом). В 1940 году богатый бихарский аристократ восстановил гхат Найа. В 1941 году благодаря финансированию Балдео Дас Бирлы был реконструирован гхат Тулси, построенный в XVII веке. В том же году открылось новое здание библиотеки Индуистского университета, построенное на средства махараджи Саяджирао Гаеквада III. В 1944 году Шри Анандамайи Ма купила старый гхат Ималиа и построила возле него свой ашрам (теперь эта местность известна как гхат Анандамайи).

## Независимая Индия

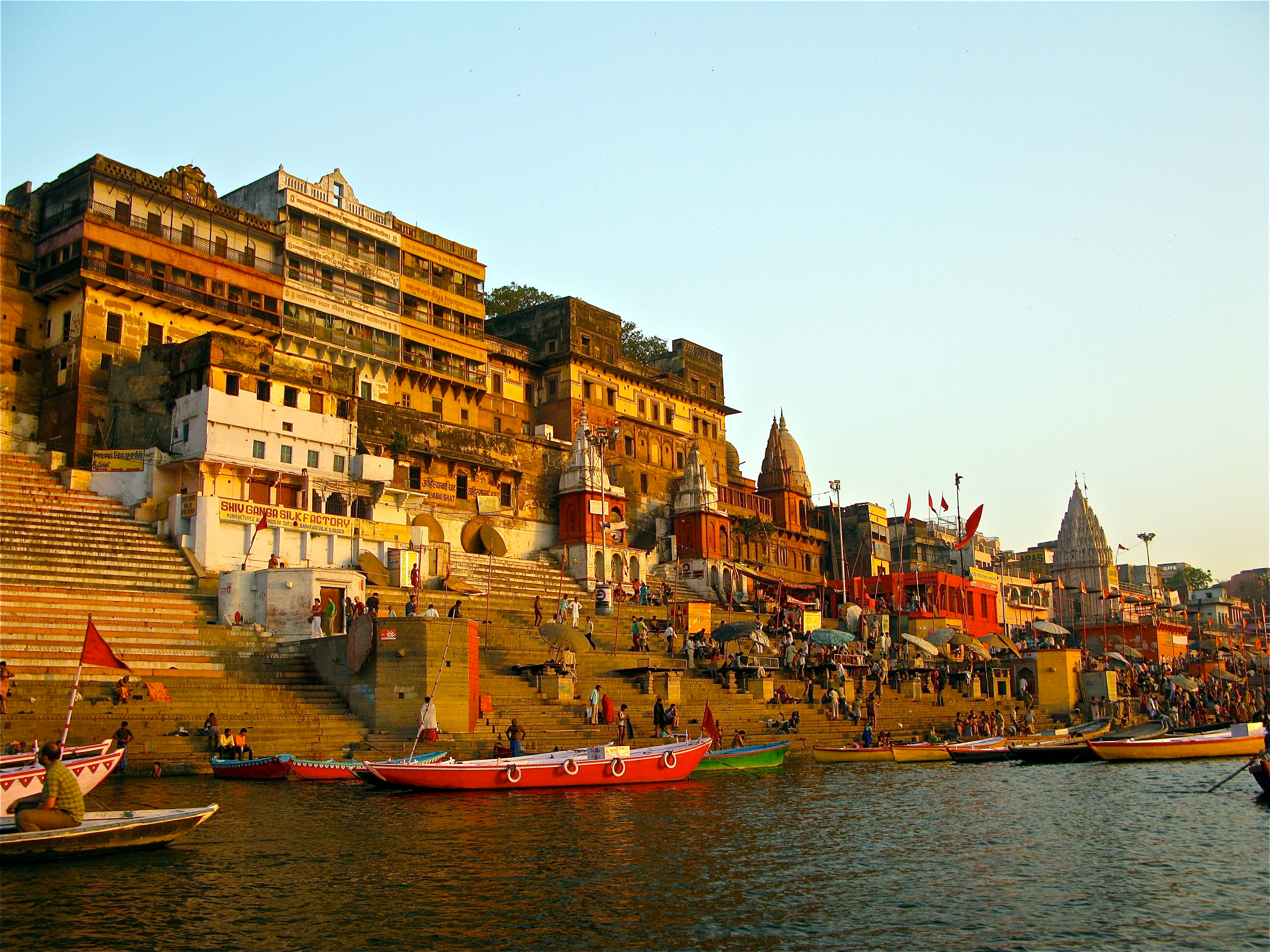
Гхат Ахилия

В июле 1947 года 20-летний Вибхути Нараян Сингх избавился от регентства и был наделён реальными полномочиями махараджи Бенареса. 15 октября 1948 года княжество Бенарес присоединилось к Индийскому Союзу. Несмотря на это, махараджа сохранил за собой важный религиозный статус как потомок бога Шивы, главная фигура всех индуистских торжеств и покровитель культуры. В том же году город сильно пострадал в результате мощного наводнения, были разрушены десятки строений, в том числе один из минаретов мечети Гианвапи. В 1949 году территория княжества вошла в состав индийского штата Уттар-Прадеш. Бенарес был официально переименован в Варанаси. Современный топоним происходит от названий двух маленьких притоков Ганга — Варуны и Аси (Асси), которые огибают город соответственно с севера и юга.
Промышленность Варанаси специализировалась на производстве шёлковых тканей (особенно парчи), расшитых золотом сари, тончайших золотых нитей, ковров, деревянных игрушек, стеклянных браслетов, медных, бронзовых и керамических изделий, резных изделий из слоновой кости, металлической посуды, статуэток богов, утвари для богослужений, латунных сувениров. До конца 1950-х годов в промышленном производстве города абсолютно доминировали кустари и ремесленники. В 1961 году в городе был основан государственный завод дизельных локомотивов (DLW); среди других значительных предприятий выделялись хлопчатобумажные и шёлкоткацкие фабрики, завод минеральных удобрений, правительственная типография, газовый завод Indian Oil Corporation, заводы компаний Food Corporation of India, Bharat Heavy Electricals и Prashant Glass.

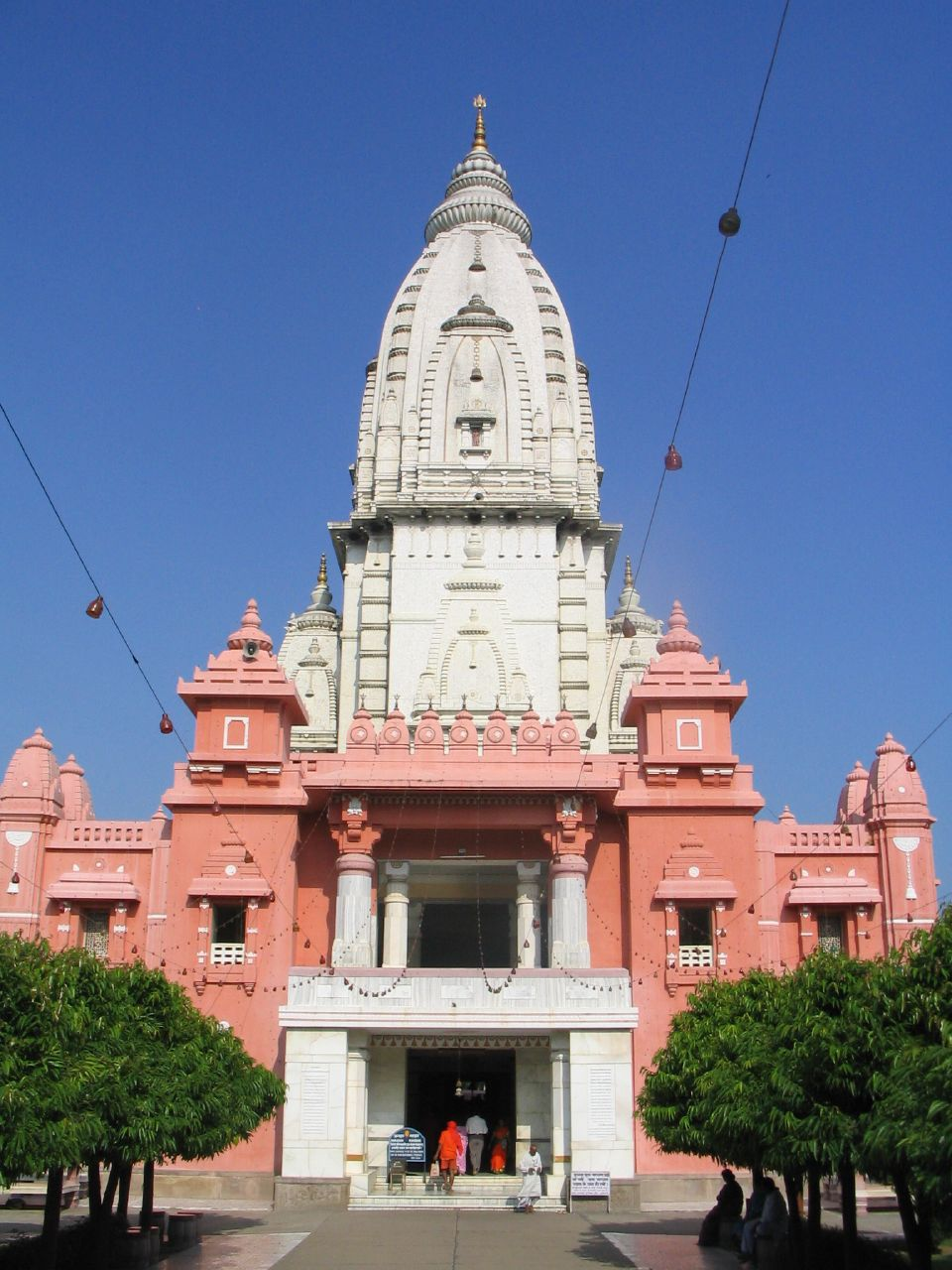
Храм Новый Вишванатх

В 1956 году был основан женский колледж Арйа Махила, аффилированный с Индуистским университетом Бенареса. В 1958 году, в связи с переездом префекта в Варанаси, апостольская префектура Горакхпура была переименована в апостольскую префектуру Бенареса-Горакхпура (в 1970 году буллой папы Павла VI эта префектура была преобразована в епархию Бенареса). В том же 1958 году правительство штата реконструировало укреплённый гхат Чаит-Сингх, известный с XVIII века (во второй половине XIX века гхат и форт перешли под опеку махараджей Бенареса). В январе 1959 году была учреждена муниципальная корпорация Нагар Махапалика, во главе которой стояли мэр и муниципальный комиссар (в 1994 году её преобразовали в «Варанаси Нагар Нигам»).
В 1950-х годах в Индуистском университете Бенареса преподавал писатель и учёный Хазари Прасад Двиведи, здесь учились Чинтамани Нагеса Рамачандра Рао и Раймон Паниккар. В 1958 году правительственный колледж санскрита получил статус университета (в 1974 году он был переименован в Санскритский университет Сампурнананда), здесь работал видный учёный Кшетреса Чандра Чаттопадхийа. В 1960 году на базе старого аюрведического колледжа был создан колледж медицинских наук (сегодня — институт медицинских наук при Индуистском университете). Также в 1960 году был восстановлен гхат Ная (Найа), ранее известный как Гулария-гхат, в 1962 году была построена больница имени В. С. Метхи, а городские власти реконструировали соседний Мехта-гхат.
В 1964 году на средства богатой марварийской семьи Бирла был построен храм Тулси Манас Мандир, названный в честь поэта и философа Тулсидаса. В том же 1964 году в Варанаси открылась частная католическая школа Святого Иоанна, начал функционировать стадион для крикета имени доктора Сампурнанда (он же стадион Сигра), а вторым премьер-министром Индии стал Лал Бахадур Шастри, родившийся в пригороде Варанаси. В 1966 году на территории Бенаресского индуистского университета было закончено строительство шиваистского храма Новый Вишванатх (или храм Бирлы) с высокой 77-метровой шикхарой.
В 1967 году возле Сарнатха открылся Центральный институт тибетских исследований, организованный по инициативе премьер-министра Джавахарлала Неру и Далай-ламы XIV (основанный под крылом Санскритского университета, в 1977 году институт стал самостоятельным Центральным университетом тибетских исследований под эгидой Министерства образования Индии). В 1971 году индийские власти официально упразднили титул махараджи Варанаси, но фактически правящая семья сохранила прежние регалии и неформальные привилегии. В 1973 году был основан женский колледж Шри Аграсен Канья, аффилированный с университетом Каши Видьяпитх. В феврале 1974 года возле университетского кампуса BHU состоялось торжественное открытие большого храма, посвящённого гуру Равидасу (в июле 1998 года президент Индии Кочерил Раман Нараянан участвовал в церемонии открытия монументальных ворот у входа в храм). В 1979 году муниципальные власти Варанаси переименовали старый гхат Гхода в гхат Раджендры Прасада (в честь первого президента Индии). В 1983 году храм Каши Вишванатх перешёл под совместное управление штата Уттар-Прадеш и махараджи Вибхути Нараян Сингха. Согласно переписи 1991 года население Варанаси превысило один миллион человек.
В 1990-х годах ультраправая индуистская организация Вишва хинду паришад призывала разрушить все мечети Варанаси, построенные на месте снесённых храмов. После разрушения мечети Бабри в Айодхье полиция взяла под охрану мечеть Гианвапи (также известна как Большая мечеть Аурангзеба), которая была следующей целью фундаменталистов. Разделение потоков прихожан, следующих в соседние храм и мечеть, позволило сохранить межконфессиональный мир в городе, где мусульмане составляют от четверти до трети населения.
Однако, после напряжённой ситуации в начале 1990-х годов в Варанаси иногда совершались террористические акты на религиозной почве (исполнителями преимущественно были мусульманские радикалы пропакистанского толка). В марте 2006 года 15 человек погибли и более ста получили ранения, когда бомбы взорвались на железнодорожной станции и в храме Санкат Мочан Хануман. В декабре 2010 года в результате взрыва недалеко от храма Каши Вишванатх погиб ребёнок и около 20 человек получили ранения.

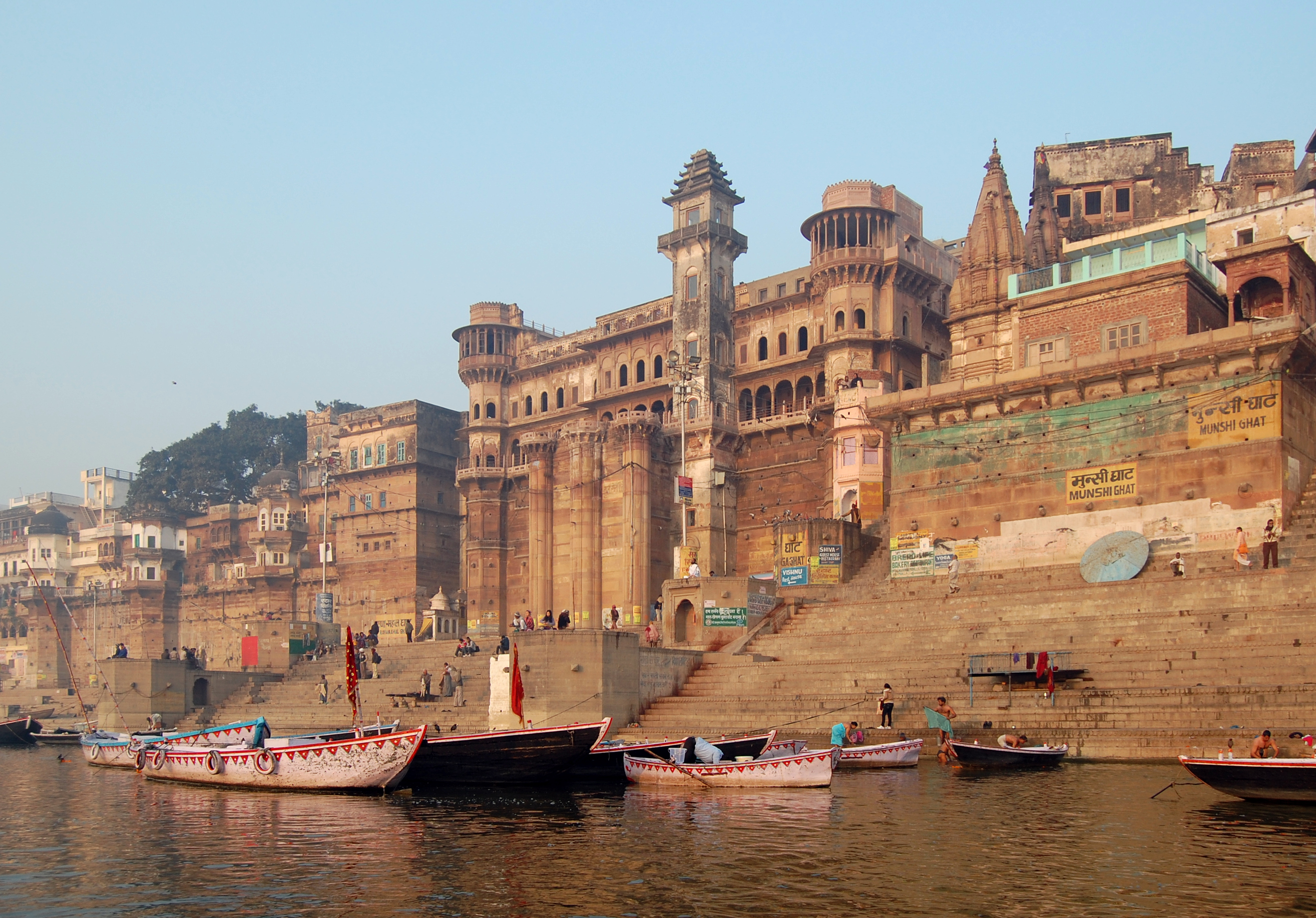
Гхат Мунши и бывший дворец

В 1994 году компания Clarks Hotel Group купила большой дворец Дарбханга у гхата Мунши и начала его реконструкцию в фешенебельный отель «Бридж Рама Палас». В 1996 году в пригороде Варанаси католические епископы Уттар-Прадеша, Уттаракханда и Раджастхана открыли колледж танца и музыки Нав Садхана Кала Кендра. В 1998 году было открыто новое здание крупнейшего железнодорожного вокзала города — Varanasi Junction (или Varanasi Cantonment). В 1999 году в Варанаси умер видный исследователь санскрита и хинди Балдев Упадхиайа. В 2000 году, после смерти Вибхути Нараян Сингха, махараджей Бенареса стал его сын Анант Нараян Сингх.
В 2003 году в городе открылась престижная Делийская общественная школа, в 2007 году — Институт комплексного управления и технологии. В январе 2009 года Центральный университет тибетских исследований посещал Далай-лама. В 2010 году в аэропорту Варанаси был открыт новый терминал, в 2012 году аэропорт имени Лала Бахадура Шастри получил статус международного. В августе 2014 года премьер-министр Индии Нарендра Моди и премьер-министр Японии Синдзо Абэ подписали соглашение о сотрудничестве в области сохранения наследия между Варанаси и Киото.

## Комментарии
1. ↑  Согласно другим источникам, Чунар отошёл Шер-шаху в результате брака с вдовой прежнего коменданта крепости[60].
2. ↑  Британцам под командованием Гастингса даже пришлось укрыться в соседней крепости Чунар и ждать подкрепления в лице майора Хоума Риггса Пофама[47].

### На русском языке
- Андросов В. П. Индо-тибетский буддизм. Энциклопедический словарь. — М.: Ориенталия, 2011. — ISBN 978-5-91994-007-4.
- Ванина Е. Ю. Средневековое городское ремесло Индии: XIII — XVIII века. — М.: Наука, 1991.
- Горохов С. А., Христов Т. Т. Религии народов мира. Учебное пособие. — Проспект, 2013. — ISBN 5392139175.
- Девлетов О. У. Лекции по истории Древнего Востока. Учебное пособие. 2-е издание. — Москва-Берлин: Directmedia, 2015. — ISBN 978-5-4475-2862-1.
- Ивашенцов Г. А. Индия. — М.: Мысль, 1989. — ISBN 5-244-00318-6.
- Короцкая А. А. Архитектура Индии раннего средневековья. — М.: Рипол Классик, 2013. — ISBN 5458426851.
- Манушин Э. А. (редактор). История человечества. — М.: UNESCO/Magister Press, 2003. — Т. 3: VII век до н. э. — VII век н. э.. — 611 с. — ISBN 5-89317-157-8.
- Мезенцева О. В. Мир ведийских истин. Жизнь и учение Свами Дайянанды. — М.: Институт философии РАН, 1994. — ISBN 5-201-01-855-6.
- Николсон Луиза. Индия. — М.: АСТ, 2005. — ISBN 5-17-027391-6.
- Рыбаков Р. Б. Индия. 33 незабываемые встречи. — Litres, 2014. — ISBN 5457676404.
- Сдасюк Г. В. Штаты Индии. — М.: Мысль, 1981.
- Склярова Е.К., Жаров Л.В. История медицины. — Ростов н/Д.: Феникс, 2014. — ISBN 978-5-222-21992-8.
- Суворова А. А. У истоков новоиндийской драмы. — М.: Наука, 1985.
- Шохин В. К. Брахманистская философия: начальный и раннеклассический периоды. — М.: Восточная литература РАН, 1994.
- Индия. Том 18. — Москва: Directmedia, 2014. — ISBN 5871076475.
- История человечества. Факты. Открытия. Люди. — Харьков: Фолио, 2013. — ISBN 978-966-03-6275-8.

### На английском языке
- Catherine Blanshard Asher. Architecture of Mughal India, Часть 1,Том 4. — Cambridge: Cambridge University Press, 1992. — ISBN 0521267285.
- Marcus Banks, Howard Morphy. Rethinking Visual Anthropology. — New Haven: Yale University Press, 1999. — ISBN 9780300078541.
- Sunita Pant Bansal. Hindu Pilgrimage. — New Delhi: Pustak Mahal, 2008. — ISBN 8122309976.
- C. A. Bayly. Rulers, Townsmen and Bazaars: North Indian Society in the Age of British Expansion, 1770-1870. — Cambridge: Cambridge University Press, 1988. — ISBN 0521310547.
- Dennison Berwick. A Walk Along the Ganges[англ.]. — New York: Javelin Books, 1987. — ISBN 0-7137-1968-0.
- Vanessa Betts, Victoria McCulloch. Delhi to Kolkata Footprint Focus Guide. — Bath: Footprint Travel Guides, 2013. — ISBN 1909268402.
- Shankarlal C. Bhatt, Gopal K. Bhargava. Land and People of Indian States and Union Territories: In 36 Volumes. Uttar Pradesh, Том 28. — Delhi: Gyan Publishing House, 2005. — ISBN 8178353849.
- Lindsay Brown, Mark Elliott, Paul Harding. Northeast India. — New York: Lonely Planet, 2007. — ISBN 1741790956.
- Pippa de Bruyn, Keith Bain, David Allardice, Shonar Joshi. Frommer's India. — Hoboken, N.J.: John Wiley & Sons, 2010. — ISBN 0470645806.
- Winand M. Callewaert, Robert Schilder. Banaras: Vision of a Living Ancient Tradition. — New Delhi: Hemkunt Press, 2000. — ISBN 8170103029.
- G. N. Das. Couplets from Kabīr. — New Delhi: Motilal Banarsidass, 1991. — ISBN 8120809351.
- Madhuri Desai. Resurrecting Banaras: Urban Space, Architecture and Religious Boundaries. — Berkeley and Ann-Arbor: University of California & ProQuest, 2007. — ISBN 0549528393.
- Wendy Doniger. Merriam-Webster's Encyclopedia of World Religions. — New York: Merriam-Webster, 1999. — ISBN 0877790442.
- Diana L. Eck. Banaras, City of Light. — New York: Columbia University Press, 1982. — ISBN 9780231114479.
- Abraham Eraly. Emperors of the Peacock Throne: The Saga of the Great Mughals. — New Delhi: Penguin Books India, 2000. — ISBN 0141001437.
- Martin Gaenszle, Jörg Gengnagel. Visualizing Space in Banaras: Images, Maps, and the Practice of Representation. Ethno-Indology: Heidelberg studies in South Asian rituals (Том 5). — Wiesbaden: Otto Harrassowitz Verlag, 2006. — ISBN 3447051876.
- S. Gajrani. History, Religion and Culture of India, Том 5. — New Dehli: Gyan Publishing House, 2004. — ISBN 8182050642.
- Surjit Singh Gandhi. History of Sikh Gurus Retold: 1469-1606 C.E. — Delhi: Atlantic Publishers, 2007. — ISBN 8126908572.
- Ajay Gudavarthy. Re-framing Democracy and Agency in India: Interrogating Political Society. — London: Anthem Press, 2014. — ISBN 1783083077.
- Shobhna Gupta. Monuments of India. — Delhi: Har-Anand Publications, 2003. — ISBN 8124109265.
- A. L. Herman. Community, Violence, and Peace: Aldo Leopold, Mohandas K. Gandhi, Martin Luther King Jr., and Gautama the Buddha in the Twenty-First Century. — New York: SUNY Press, 1999. — ISBN 0791439836.
- Vidula Jayaswal. Ancient Varanasi: an archaeological perspective (excavations at Aktha). — New Delhi: Aryan Books International, 2009. — ISBN 8173053553.
- Asha Kasbekar. Pop Culture India! Media, Arts, and Lifestyle. — Santa Barbara: ABC-CLIO, 2006. — ISBN 1851096361.
- Manjari Katju. Vishva Hindu Parishad and Indian Politics. — Hyderabad: Orient Blackswan, 2003. — ISBN 9788125024767.
- Lochtefeld J. G. The Illustrated Encyclopedia of Hinduism: A-M. Том 1. — New York: The Rosen Publishing Group[англ.], 2002. — ISBN 0823922871.
- J. Gordon Melton. The Encyclopedia of Religious Phenomena. — Charter Township: Visible Ink Press, 2007. — ISBN 1578592097.
- J. Gordon Melton, Martin Baumann. Religions of the World: A Comprehensive Encyclopedia of Beliefs and Practices. — Santa Barbara: ABC-CLIO, 2010. — ISBN 1598842048.
- Diane P. Mines, Sarah Lamb. Everyday Life in South Asia. — Bloomington: Indiana University Press, 2002. — ISBN 0253340802.
- Swati Mitra. Varanasi City Guide. — New Delhi: Eicher Goodearth, 2002. — ISBN 81-87780-04-5.
- Christopher Hugh Partridge. Introduction to World Religions. — Minneapolis: Fortress Press, 2005. — ISBN 0800637143.
- Kenneth Pletcher. The Geography of India: Sacred and Historic Places. — New York: The Rosen Publishing Group, 2010. — ISBN 1615301429.
- Rajendra Prasad. Dr. Rajendra Prasad, Correspondence and Select Documents. — New Delhi: Allied Publishers, 1984. — ISBN 8170230020.
- Edward James Rapson. The Cambridge History of India, Том 1. — Cambridge: Cambridge University Press, 1955.
- Shashi Bhushan Sahai. The Hindu Civilisation: A Miracle of History. — New Delhi: Gyan Publishing House, 2010. — ISBN 8121210410.
- Shashi Bhushan Sahai. The Hindu Civilisation: A Miracle of History. — New Delhi: Gyan Publishing House, 2010. — ISBN 8121210410.
- Myra Shackley. Managing Sacred Sites: Service Provision and Visitor Experience. — Andover: Cengage Learning EMEA, 2001. — ISBN 1844801071.
- Urmila Sharma, S.K. Sharma. Indian Political Thought. — New York: Atlantic Publishers, 2001. — ISBN 8171566782.
- Virendra Nath Sharma. Sawai Jai Singh and His Astronomy. — New Delhi: Motilal Banarsidass, 1995. — ISBN 8120812565.
- Karen Schreitmüller, Mohan Dhamotharan, Beate Szerelmy. India. — London: Marco Polo Travel Publishing, 2012. — ISBN 9783829766227.
- Sarina Singh. India. — New York: Lonely Planet, 2010. — ISBN 1742203477.
- Edward Thornton. A Gazetteer of the Territories Under the Government of the East India Company and of the Native States on the Continent of India. — London: W. H. Allen, 1858.
- S. P. Udayakumar. Presenting the Past: Anxious History and Ancient Future in Hindutva India. — Westporn: Greenwood Publishing Group, 2005. — ISBN 9780275972097.
- Annelies Wilder-Smith, Marc Shaw, Dr. Eli Schwartz. Travel Medicine: Tales Behind the Science. — London and New York: Routledge, 2007. — ISBN 9780080453590.
- Good Earth Varanasi City Guide. — New Delhi: Eicher Goodearth Limited, 2002. — ISBN 8187780045.